# Hitman: Agent 47
Hitman: Agent 47 är en  amerikansk action-spionfilm från 2015 regisserad av Aleksander Bach och skriven av Michael Finch, Kyle Ward  och Skip Woods. Den är baserad på fiktiva figuren agent 47 i spelserien Hitman.

## Handling
Handlingen fokuserar på en ung kvinna vid namn Katia van Dees som samarbetar med Agent 47 på order att hitta sin far och hennes sanna ursprung. De upptäcker att Katia är genetisk mördare som Agent 47 är också. Tillsammans bekämpar de Syndicate för att hitta Katias far. 

## Rollista
- Rupert Friend - Agent 47
- Zachary Quinto - John Smith
- Hannah Ware - Katia van Dees
- Thomas Kretschmann - Le Clerq: ledare över en organisation kallad Syndicate International
- Dan Bakkedahl
- Emilio Rivera - Fabian
- Rolf Kanies - Dr. Delriego
- Ciarán Hinds - Forskare
- Jerry Hoffmann - Franco

## Produktion
5 februari 2013 meddelade 20th Century Fox arbetade på en remake på filmen Hitman från 2007 med titeln Agent 47. Skip Woods skrev manuset tillsammans med Mike Finch och reklamfilmsregissören Alexander Bach skulle göra långfilmsdebut.

### Rollbesättning
5 februari 2013 var Paul Walker vald att spela Agent 47 men 30 november 2013 avled han i en bilolycka. 9 januari 2014 diskuterade Rupert Friend om att ersätta Walker. 31 januari 2014 rapporterades att Zachary Quinto anslöts in som en av filmens rollfigurer. 5 februari meddelades att Hannah Ware gick med för att spela den kvinnliga huvudrollen. 6 mars 2014 meddelades att Thomas Kretschmann medverkar Le Clerq, filmens högprofilerade skurk. 13 mars 2014 meddelades att Dan Bakkedahl gick med i rollbesättningen. 14 mars 2014 meddelades att Ciarán Hinds signerade i en roll som forskare.

### Inspelning
Filmen var ursprungligen tänkt att spelas in i Berlin och Singapore sommaren 2013 och blev senare uppskjuten till mars 2014. En bild av europeiska uppsättningen släpptes februari 2014. Inspelningen pågick mars 2014 i Berlin.

## Release
12 juni 2014 meddelade 20th Century Fox att filmens premiärdatum skulle vara 27 februari 2015., det ändrades till 28 augusti 2015.

## Mottagande
Filmen mottogs av negativa recensioner från kritiker. Den fick 9 % i betygsättning baserad på 116 recensenter på Rotten Tomatoes, vilket gav i snittbetyget 3.6/10 Metacritic gav filmen betyget 28 av 100 baserad på 27 recensioner.